# Partito Comunista dell'Iran
Il Partito Comunista dell'Iran (in persiano حزب کمونیست ایران‎) è un partito politico iraniano, composto principalmente da curdi, fondato nel 1983 da Abdulla Mohtadi (precedentemente leader del Partito Komala del Kurdistan iraniano) e Mansoor Hekmat (che si staccò poi dal partito per fondare il Partito Comunista Operaio dell'Iran).
A differenza di molti altri partiti comunisti, il PCI non è organizzato sulla base del centralismo democratico. Il partito è decentralizzato e i suoi quadri agiscono in genere autonomamente. Il PCI dichiara di combattere per l'aumento dei diritti civili, politici e sociali in Iran, nonché il miglioramento delle leggi sul lavoro e delle protezioni per i lavoratori. Il partito è attivo in Germania, Finlandia, Svezia, Norvegia, Danimarca, Regno Unito, Australia e Canada.